# 丁井文
丁井文（1914年—2003年），原名丁景文，笔名劳丁，男，回族，河南信阳人，中国美术教育家，曾任中国美术家协会理事。